# Jennifer Robinson
Pour les articles homonymes, voir Robinson.
Ne doit pas être confondu avec Jennifer Kaytin Robinson.
Jennifer Robinson est une patineuse artistique née le 2 décembre 1976 à Goderich en Ontario.

## Biographie

### Carrière sportive
Elle commence à patiner à l'âge de 8 ans, après avoir assisté à un spectacle des Ice Capades. Au cours de sa carrière sportive, elle est six fois championne du Canada, et participe à sept championnats du monde.
Elle se retire de la compétition amateur après les championnats du monde de 2004, après que Cynthia Phaneuf l'a déchue de son titre de championne canadienne quelques mois plus tôt.
Jennifer est mariée avec l'entraîneur de patinage artistique Shane Dennison, depuis septembre 2002. Elle participe à la tournée Stars On Ice et elle est très impliquée dans diverses œuvres de charité.

## Palmarès
| Compétition                   | 1994    | 1995    | 1996    | 1997    | 1998    | 1999    | 2000    | 2001    | 2002    | 2003    | 2004    |  |  |  |
| Jeux olympiques d'hiver       |         |         |         |         |         |         |         |         | 7e      |         |         |  |  |  |
| Championnats du monde         |         | 19e     | 21e     |         |         | 18e     | 8e      | 15e     | 9e      | 9e      | 14e     |  |  |  |
| Quatre continents             |         |         |         |         |         | 7e      | 6e      | 8e      | 4e      | 5e      | 5e      |  |  |  |
| Championnats du Canada        |         | 2e      | 1re     | 3e      | 3e      | 1re     | 1re     | 1re     | 1re     | 1re     | 3e      |  |  |  |
| Championnats du monde juniors | 10e     |         |         |         |         |         |         |         |         |         |         |  |  |  |
|                               |         |         |         |         |         |         |         |         |         |         |         |  |  |  |
| Grand Prix ISU                | 1993/94 | 1994/95 | 1995/96 | 1996/97 | 1997/98 | 1998/99 | 1999/00 | 2000/01 | 2001/02 | 2002/03 | 2003/04 |  |  |  |
| Skate America                 |         |         |         | 12e     |         | 8e      |         |         | 7e      |         |         |  |  |  |
| Skate Canada                  |         | 6e      | 10e     | 5e      |         |         | 3e      | 4e      |         | 4e      | 5e      |  |  |  |
| Coupe d'Allemagne             |         |         |         |         | 9e      | 5e      |         |         |         | 4e      |         |  |  |  |
| Coupe de Chine                |         |         |         |         |         |         |         |         |         |         | 9e      |  |  |  |
| Trophée de France             |         |         |         |         | 9e      |         | 4e      | 5e      |         |         |         |  |  |  |
| Coupe de Russie               |         |         |         | 8e      |         |         |         |         | 5e      |         |         |  |  |  |
| Trophée NHK                   |         |         | 7e      |         |         |         |         |         |         |         |         |  |  |  |
| Légende : F = Forfait         |         |         |         |         |         |         |         |         |         |         |         |  |  |  |